# آیلین آسلیم
آیلین آسلیم (ترکی استانبولی: Aylin Aslım؛ زادهٔ ۱۴ فوریهٔ ۱۹۷۵) خوانندگی، ترانه‌سرا، هنرپیشه اهل ترکیه است. وی از سال ۱۹۹۴ میلادی تاکنون مشغول فعالیت بوده‌است.